# 咖啡因 (編劇)
劉以飛（英語：Garphine Liu），筆名咖啡因，台灣編劇、作家，兩性專家，亦曾使用過珈琲因為筆名。出版過《男人都是詐騙集團》等十多本書，後將創作舞台延伸到編劇領域，代表作有《微笑PASTA》、《愛情回來了》、《誰來坐大位》（公視，入圍98年度金鐘獎迷你劇集編劇）等，目前活躍於兩岸編劇圈。作品涵蓋偶像劇、古裝、民初戲、推理、親子、動畫、武俠、奇幻、文藝各類型。

## 簡歷
世新大學公共傳播系畢業。
原活躍於廣告行銷領域，1999年起在網路平台發表愛情觀察，發行《高潮報》電子報。 2001年出版《高潮咖啡因》一書，正式展開兩性作家生涯。曾為自由時報、蘋果日報、時報周刊、Yahoo、ELLE等各大媒體撰寫兩性專欄。2006年將兩性成長觀點編寫為電視劇本《微笑PASTA》 。2009年在學學文創開設《愛情成長課程》，專注於兩性愛情成長領域。後更深入將多年兩性觀察融入劇本創作，2014年深入探討恐婚現象，創作大陸都市情感劇《愛情回來了》；以社會性別角色為題，創作公視電視電影《我的媽媽》。2018年探討女強男弱社會議題，改編女性成長劇《姊的時代》。與配偶郭世偉（又名郭世緯）為夫妻檔編劇，共同創作十餘年。
2023年3月舉辦個人畫展『以飛已飛：透視與穿越』，再度將創作領域擴展至繪畫創作。2023年6月創辦『青鳥學 （页面存档备份，存于）』療癒成長平台，拍攝一系列『故事人 （页面存档备份，存于）』人物微紀錄片，並舉辦各種線上與實體療癒課程。

## 作品

### 編劇作品
作品涵蓋偶像劇、古裝、民初戲、推理、親子、動畫、武俠、奇幻、文藝各類型。
- 2003年：《阿薩布路一號》（衛視中文台）[1]
- 2003年：《微笑PASTA》（台視、三立）[2]
- 2008年：《誰來坐大位》（公視，入圍98年度金鐘獎迷你劇集編劇）[3]
- 2008年：《米米說不動畫短片》（和英出版社）
- 2010年：《摩登新人類》（東南衛視、南方衛視、壹電視）[4]
- 2010年：《小真的六度波羅蜜》（佛陀文教基金會）[5]
- 2011年：《紅樓夢大觀園、紅樓夢通靈寶玉》（明日工作室，榮獲數位內容產品獎）
- 2012年：《愛啊哎呀，我願意》（土豆網、安徽衛視、深圳衛視、中視）[6]
- 2014年：《愛情回來了》（安徽衛視、陝西衛視、廣東衛視）
- 2014年：《我的媽媽》（公視）
- 2015年：《唯一繼承者》（TVBS、台視）
- 2015年：《必娶女人》（前期故事企劃部分）
- 2016年：《舞櫻》
- 2017年：《長安麗人》[7]
- 2018年：《姊的時代》（三立）
- 2018年：《必勝大丈夫》（三立）
- 2020年：《跟鯊魚接吻》（故事概念）（台視、三立）
- 2022年：《門當互懟愛上你》（華視、三立）
- 2023年：《親愛壞蛋》（TVBS、三立）

### 書籍作品
| 作品名稱                                             | 出版時間   | 出版社                     | ISBN               |
| 《高潮咖啡因》                                       | 2001.11.05 | 小知堂出版社               | ISBN 9574500373    |
| 《雙城故事》                                         | 2003.02.14 | 小知堂出版社               | ISBN 9574501612    |
| 《男人都是詐騙集團》                                 | 2005.12.19 | 性林文化出版社             | ISBN 9789867089007 |
| 《準備好大幹一場》                                   | 2006.11.05 | 春天出版社                 | ISBN 9866899055    |
| 《微笑Pasta電視小說》                                | 2006.10.02 | 平裝本出版社               | ISBN 9578036051    |
| 《黑糖瑪奇朵電視小說》                               | 2007.09.20 | 平裝本出版社               | ISBN 9789578036543 |
| 《幸福事務所》                                       | 2008.08.01 | 布克文化出版社             | ISBN 9789867010629 |
| 《黑糖群俠傳電視小說》                               | 2008.09.15 | 平裝本出版社               | ISBN 9789578037090 |
| 《搶手貨—讓自己大賣》                                | 2009.01.19 | 商訊出版社                 | ISBN 9789866998881 |
| 《戀愛笨蛋應援團》                                   | 2010.08.09 | 好的文化出版社             | ISBN 9789866373831 |
| 《愛啊哎呀，我願意》                                 | 2012.01.01 | 北京出版社                 | ISBN 9787200090437 |
| 《只有夜晚看得見星星》公益筆記書（花蓮家扶公益活動） | 2015.05.DD | 布克文化出版社             | ISBN 9789865728410 |
| 《我好你就好》（公益書，咖啡因文字，陳怡蓉攝影）     | 2016.02.25 | 匯展文化事業有限公司出版社 | ISBN 9789869177351 |
| 《幸福關係心理課》                                   | 2022.02    | 北京時代華文書局           | ISBN 9787569944716 |
| 《幸福關係實踐課》                                   | 2022.03    | 北京時代華文書局           | ISBN 9787569945140 |

### 節目主持與廣播電台
- 2003年：製作及主持網路即時互動節目《咖啡因時間》、《大畫人生》。
- 擔任大千廣播電台《Super相親團》、《午安最正點》固定單元情感專家。
- Podcast:咖啡因Open Book （页面存档备份，存于）。

### 畫展
- 2023年3/24-3/26"以飛已飛"畫展：透視與穿越

## 外部連結
- 痞客邦部落格（页面存档备份，存于）
- 咖啡因的Facebook專頁
- 咖啡因的新浪微博